# Samuel Kynshi
Samuel James Lyngdoh Kynshi (sinh ngày 11 tháng 3 năm 2000) là một cầu thủ bóng đá người Ấn Độ hiện tại thi đấu ở vị trí tiền vệ cho Shillong Lajong ở I-League.

## Sự nghiệp
Samuel được đẩy lên đội chính của Shillong Lajong sau màn trình diễn tốt tại U-18 Shillong Premier League 2017 và Shillong Premier League 2017. Anh ra mắt tại I-League trước Gokulam Kerala FC, vào sân từ ghế dự bị thay cho Kynsailang Khongsit. Samuel ghi bàn thắng đầu tiên trong trận đấu thứ hai của mùa giải trước Churchill Brothers khi vào sân từ ghế dự bị ở hiệp hai.

## Thống kê sự nghiệp
Tính đến 2 tháng 12 năm 2017
| Câu lạc bộ          | Mùa giải            | Giải vô địch        | Giải vô địch | Giải vô địch | Cúp Liên đoàn | Cúp Liên đoàn | Cúp Durand | Cúp Durand | AFC     | AFC       | Tổng    | Tổng      |
| Câu lạc bộ          | Mùa giải            | Hạng đấu            | Số trận      | Bàn thắng    | Số trận       | Bàn thắng     | Số trận    | Bàn thắng  | Số trận | Bàn thắng | Số trận | Bàn thắng |
| ------------------- | ------------------- | ------------------- | ------------ | ------------ | ------------- | ------------- | ---------- | ---------- | ------- | --------- | ------- | --------- |
| Shillong Lajong     | 2017–18             | I-League            | 2            | 1            | –             | –             | –          | –          | –       | –         | 2       | 1         |
| Tổng cộng sự nghiệp | Tổng cộng sự nghiệp | Tổng cộng sự nghiệp | 2            | 1            | 0             | 0             | 0          | 0          | 0       | 0         | 2       | 1         |